# Јован Декаполит
Преподобни Јован је хришћански светитељ. Био је ученик светог Григорија Декаполита. За време иконобораца цар Лав Јерменин га је мучио заједно са његовим учитељем Григоријем и са светим Јосифом Песмописцем. Када је Григорије преминуо, Јован је постао игуман Декаполитовог манастира у Цариграду. Преминуо је око 820. године. Сахранио га је Јосиф близу гроба светог Григорија.
Српска православна црква слави га 18. априла по црквеном, а 1. маја по грегоријанском календару.